# 빌리 아이흘러
빌리 아이흘러(Willi Eichler, 1896년 1월 7일 ~ 1971년 10월 17일)는 독일의 언론인이자 정치인이었다.

## 정치입문
상인집안에서 태어난 아이흘러는 1922년부터 괴팅겐의 철학자 레오나르드 넬손(Leonard Nelson)의
비서로 일했다. 1923년에 독일사회민주당에 입당한다. 넬손의 추종자로 넬손이 만든 국제사회주의자투쟁동맹의
방침에 따르다가 사회당민주당으로부터 1926년 출당된다. 1932/33년에 아이흘러는 나치반대 투쟁을 위해
국제사회주의자투쟁동맹이 만든 일간지 'Der Funke'의 편집인을 역임한다. 1932년 제국의회 선거에서
독일 공산당과 독일사회민주당의 공동선거운동을 위한 활동으로 많은 유명지식인과 학자들의 지지를 얻는다.

## 망명
1933년 프랑스로 이주한다. 루테티아 그룹(Lutetia-Kreis)에 속해 히틀러 독재에 대항하는 인민전선의 형성을 시도한다.
후에 영국으로 가서 다시 독일사회민주당에 합류한다.

## 귀환이후
1946년 그는 독일로 돌아와서 독일사회민주당 재건에 참여한다. 동시에 '정신과 행동'이라는 잡지를 창간하고 그가 사망하는 1971년까지 발행자를 지낸다. 또한 1951년까지 라인신문의 편집장으로 일한다. 정치 경력으로는 사민당 중부라인지역 대표와 1947/48년 노르트라인베스트팔렌주의 주의원을 지냈다. 1946년에서 1968년까지 독일사민당 최고위원을 지냈으며 슈마허 사후에는 대표의 역할을 했다. 그 외에도 고데스베르크 강령 준비위원회 대표를 지냈으며, 1947/48년에는 영국군정의 자문위원회 위원을 지냈고, 독일 경제 재건에 관한 일을 했던 프랑크푸르트의 경제자문위원회의 위원도 역임했다. 1949년에서 1953년까지 연방의원을 지냈으며 1952년부터는 언론, 방송, 영화관련 상임위원회 부위원장을 지낸다.
아이흘러는 전후 독일사회민주당의 영향력있는 강령이론가 중의 하나였으며, 고데스베르크 강령을 초안작성과 수정에 중요한 역할을 했다. 후에 독일 사회민주당 관련 재단인 프리드리히 에버트 재단의 공동대표로 일했다.

## 저서
- Das Parlament als Repräsentant der Öffentlichkeit im Rundfunk, in: Die Freiheit des Rundfunks, München, 1956.
- Grundwerte und Grundforderungen im Godesberger Grundsatzprogramm der SPD, Bonn,1962.
- Hundert Jahre Sozialdemokratie, Bonn, 1973.'독일 사회민주주의 100년', 李泰永 譯, 중앙교육문화, 1989